# 建兴郡 (江苏省)
建兴郡，为梁时的郡。太建十年十月（578年11月）罢南琅邪郡设建兴郡，属扬州，领江乘县、临沂县、湖熟县、同夏县、乌山县、建安县。隋灭陈后废置。